# Loma Celosa
Loma Celosa är en ort i Mexiko.   Den ligger i kommunen Mazatlán Villa de Flores och delstaten Oaxaca, i den sydöstra delen av landet, 280 km sydost om huvudstaden Mexico City. Loma Celosa ligger 1 593 meter över havet och antalet invånare är 152.
Terrängen runt Loma Celosa är bergig söderut, men norrut är den kuperad. Runt Loma Celosa är det ganska tätbefolkat, med 75 invånare per kvadratkilometer. Närmaste större samhälle är Huautla de Jiménez, 12,3 km nordost om Loma Celosa. I omgivningarna runt Loma Celosa växer i huvudsak städsegrön lövskog.